# グラフSGI
グラフSGIはかつて聖教新聞社が発行していたグラフ雑誌。
1959年1月1日に創刊し1993年から「グラフSGI」と改題。

## 概要
1959年1月1日号で聖教グラフとして創刊
日蓮正宗から破門する以前には、大石寺や法主を写真と記事で紹介していた。
1972年、正本堂 (大石寺)を記録した聖教グラフの11/10臨時増刊号の記録保存号が発行された。
1970年代には聖教グラフは何回も文化祭を紹介していて、1982年10月13日増刊号では第2回世界平和文化祭を、1984年10月30日増刊号でも第４回世界平和文化祭、神奈川青年平和音楽祭を初めとした各地の文化祭を紹介。
1993年4月、「グラフSGI」に改題され、その歴史に幕を下ろすことに。
2019年1月から休刊中。